# خواب تو را دیدن (آلبوم)
«رویای شما» (به انگلیسی: Dreaming of You) آلبومی از هنرمند اهل ایالات متحده آمریکا سلنا است که در سال ۱۹۹۵ میلادی منتشر شد.